# Neocompsa glaphyra
Neocompsa glaphyra är en skalbaggsart som beskrevs av Martins 1970. Neocompsa glaphyra ingår i släktet Neocompsa och familjen långhorningar.
Artens utbredningsområde är:
- Costa Rica.
- Panama.

Inga underarter finns listade i Catalogue of Life.